# Petersburg (Teksas)
Petersburg – miasto w Stanach Zjednoczonych, w stanie Teksas, w hrabstwie Hale.